# Millicent Kittredge Blake
Millicent Kittredge Blake (11 de enero de 1822-27 de noviembre de 1907) fue una educadora estadounidense.

## Biografía
Nació en Essex, Nueva York, a orillas del histórico lago Champlain. Es descendiente de Cotton Mather y de los médicos que llevan el apellido Kittredge. Se casó con George Mansfield Blake, alcalde de Oakland y socio de su hermano, Francis Kittredge Shattuck. Estudió y se convirtió en maestra. Tras una exitosa gestión de escuelas privadas en su estado natal, llegó a Oakland en 1852, y tan pronto como su crecimiento lo justificó, abrió su seminario para señoritas. Aunque desalentada por sus amigos, quienes consideraban imposible el éxito en un país tan nuevo, Blake perseveró y finalmente logró establecer su escuela. Durante medio siglo, Blake fue un factor clave en la labor educativa del condado, no solo en la fundación y el sostenimiento del seminario, sino también en la fundación y desarrollo de la Universidad de California y otras instituciones educativas occidentales. Su esposo donó al estado las primeras diez hectáreas que formaban parte del campus de la universidad. Murió en su casa, en Seminario Blake, Oakland, el 27 de noviembre de 1907.